# Francesco dai Libri
Pour les articles homonymes, voir Dai Libri.
Francesco dai Libri ou Francesco dei Libri (Vérone,1450 - Vérone,1503/1506) est un peintre italien, un enlumineur de manuscrits de la haute Renaissance, se rattachant à l'école véronaise, qui fut actif à la fin du XVe et au début du XVIe siècle.

## Biographie
Francesco dai Libri est né à Vérone vers 1450 de Caterina de' Matregiani di Erbé et Stefano, un enlumineur véronais, premier représentant de la famille Dai Libri. Le nom de famille est probablement issu d'une profession se rapportant à la composition ou à la décoration de manuscrits.
Francesco est né dans la contrada San Paolo, où s'était installé son père et, selon certains biographes, il mena une vie calme et sereine. Vasari, dans Le vite de' più eccellenti pittori, scultori e architettori, parle de Francesco en donnant quelques informations biographiques, quelques louanges indulgentes et rendant honneur à son activité d'enlumineur. Selon Vasari, le travail de Francesco était très apprécié et de nombreuses œuvres lui furent commandées.

« Venendogli, dunque da tutte le bande libri a miniare, non era per altro cognome nomina, o che da i Libri, nel miniar de' quali era eccellentissimo, e ne lavorò assai »

— Giorgio Vasari, Le Vite
Dans les années 1470 il épousa Granata, de laquelle il eut six ou sept fils parmi lesquels Girolamo et Callisto, tous les deux peintres.
Il mourut entre 1503 et 1506 dans la contrada de San Nazzaro où il s'était installé.

## Œuvres
De sa prolifique production il ne reste presque rien d'authentique ou reconnu avec certitude, car, pendant plusieurs siècles, il a été confondu avec son fils Girolamo.
- S enluminé, Naissance de la Vierge[3], seul vestige du manuscrit.
- Miniature du Liber perfectionis Vitae (1503), code 432, Bibliothèque du Séminaire de Padoue[4].
- Salterio 2161, Biblioteca Trivulziana, Milan[5].
- Adoration des mages, feuillet détaché, collection Wildenstein, Musée Marmottan, Paris.

## Sources
- (it) Cet article est partiellement ou en totalité issu de l’article de Wikipédia en italien intitulé « Francesco dai Libri » (voir la liste des auteurs).